# Buxières-lès-Villiers
Pour les articles homonymes, voir Buxières et Villiers.
Buxières-lès-Villiers est une commune française située dans le département de la Haute-Marne, en région Grand Est.

## Géographie

### Localisation
Au nord-ouest de Buxières naît la Renne.

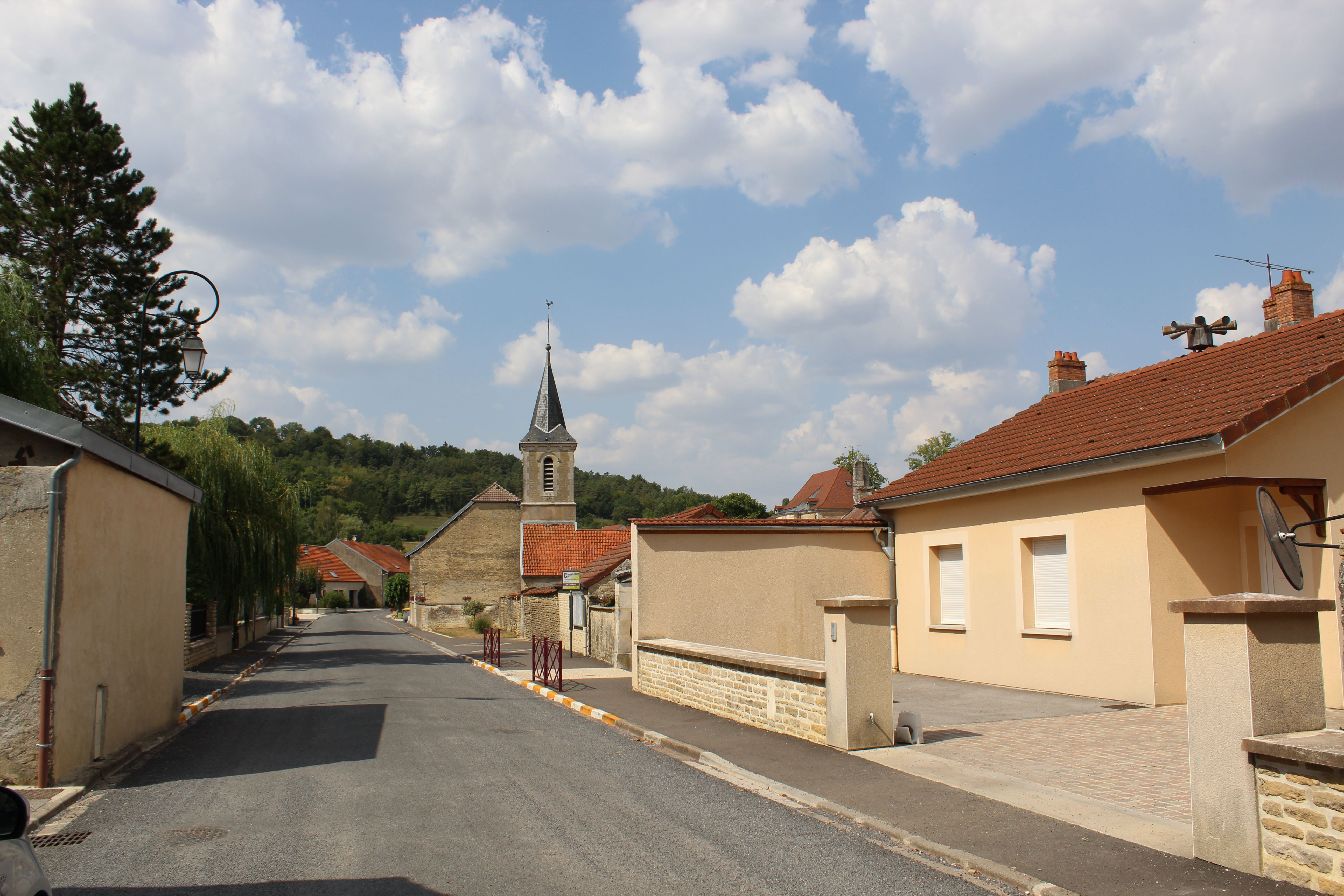
La rue principale.

### Hydrographie
La commune est dans la région hydrographique « la Seine de sa source au confluent de l'Oise (exclu) » au sein du bassin Seine-Normandie. Elle est drainée par le Fossé 01 de la Grosse Pierre,.

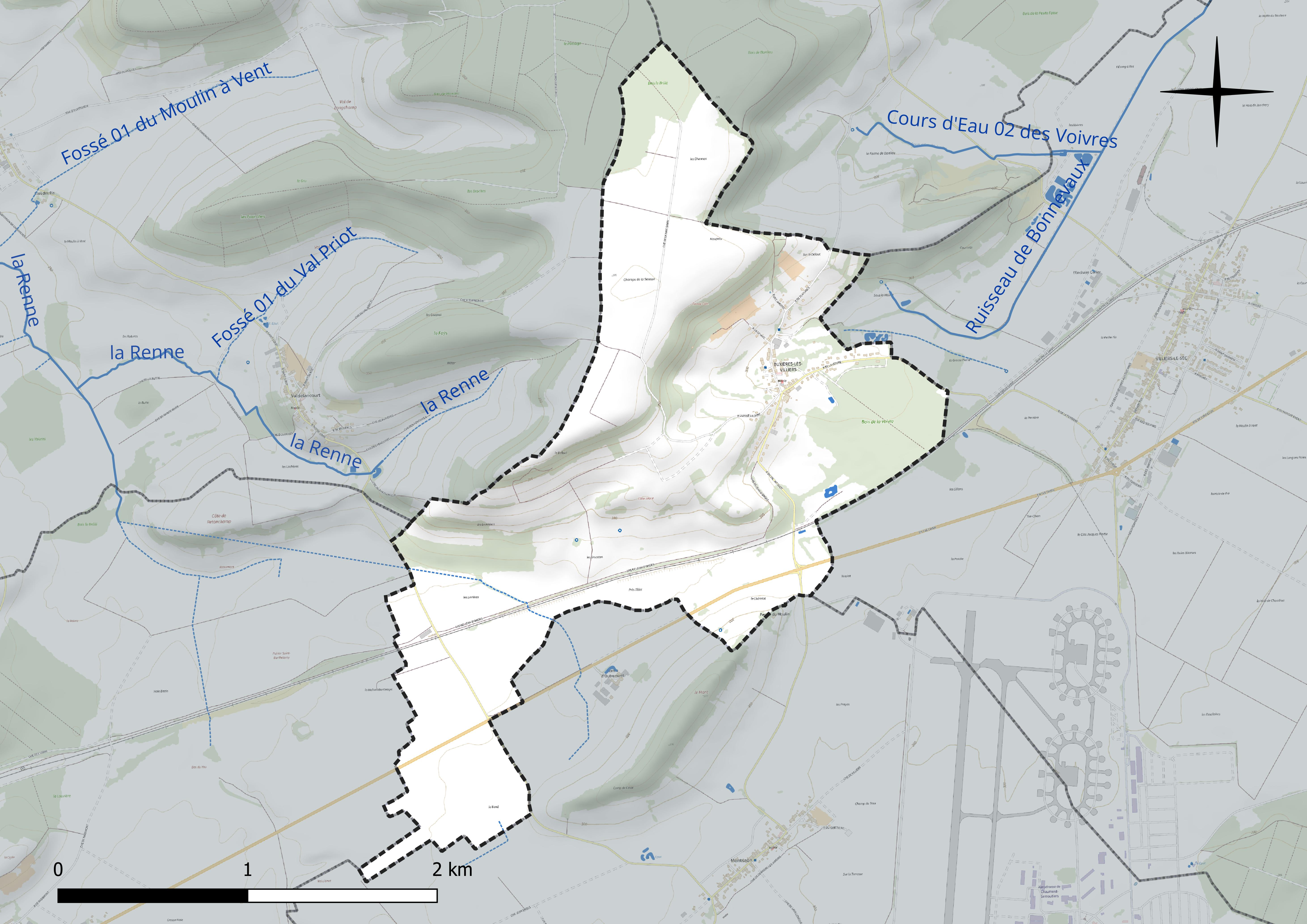
Réseau hydrographique de Buxières-lès-Villiers.

### Climat
Pour des articles plus généraux, voir Climat du Grand Est et Climat de la Haute-Marne.
En 2010, le climat de la commune est de type climat de montagne, selon une étude du Centre national de la recherche scientifique s'appuyant sur une série de données couvrant la période 1971-2000. En 2020, Météo-France publie une typologie des climats de la France métropolitaine dans laquelle la commune est exposée à un climat océanique altéré et est dans la région climatique  Lorraine, plateau de Langres, Morvan, caractérisée par un hiver rude (1,5 °C), des vents modérés et des brouillards fréquents en automne et hiver. 
Pour la période 1971-2000, la température annuelle moyenne est de 10,2 °C, avec une amplitude thermique annuelle de 16,2 °C. Le cumul annuel moyen de précipitations est de 941 mm, avec 13,3 jours de précipitations en janvier et 9,3 jours en juillet. Pour la période 1991-2020, la température moyenne annuelle observée sur la station météorologique de Météo-France la plus proche, « Bourdons_sapc », sur la commune de Bourdons-sur-Rognon à 24 km à vol d'oiseau, est de 10,0 °C et le cumul annuel moyen de précipitations est de 1 011,1 mm. 
La température maximale relevée sur cette station est de 40,1 °C, atteinte le 25 juillet 2019 ; la température minimale est de −22,1 °C, atteinte le 20 décembre 2009,,. 
Les paramètres climatiques de la commune ont été estimés pour le milieu du siècle (2041-2070) selon différents scénarios d'émission de gaz à effet de serre à partir des nouvelles projections climatiques de référence DRIAS-2020. Ils sont consultables sur un site dédié publié par Météo-France en novembre 2022.

## Urbanisme

### Typologie
Au 1er janvier 2024, Buxières-lès-Villiers est catégorisée commune rurale à habitat dispersé, selon la nouvelle grille communale de densité à sept niveaux définie par l'Insee en 2022.
Elle est située hors unité urbaine. Par ailleurs la commune fait partie de l'aire d'attraction de Chaumont, dont elle est une commune de la couronne,. Cette aire, qui regroupe 112 communes, est catégorisée dans les aires de 50 000 à moins de 200 000 habitants,.

### Occupation des sols
L'occupation des sols de la commune, telle qu'elle ressort de la base de données européenne d’occupation biophysique des sols Corine Land Cover (CLC), est marquée par l'importance des territoires agricoles (81 % en 2018), une proportion identique à celle de 1990 (81 %). La répartition détaillée en 2018 est la suivante : 
terres arables (43,3 %), prairies (37,7 %), forêts (19 %). L'évolution de l’occupation des sols de la commune et de ses infrastructures peut être observée sur les différentes représentations cartographiques du territoire : la carte de Cassini (XVIIIe siècle), la carte d'état-major (1820-1866) et les cartes ou photos aériennes de l'IGN pour la période actuelle (1950 à aujourd'hui).

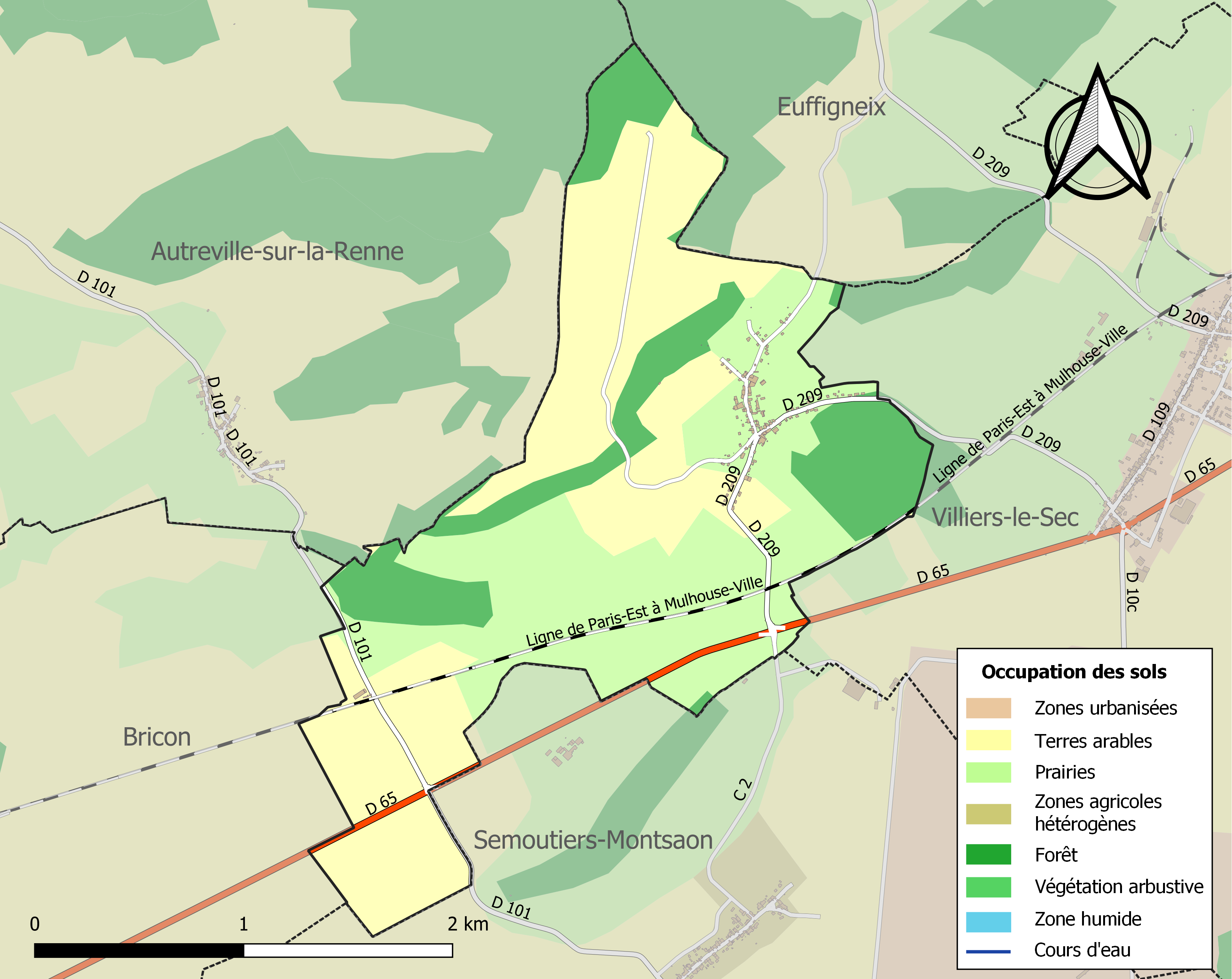
Carte des infrastructures et de l'occupation des sols de la commune en 2018 (CLC).

## Toponymie
Le nom de la localité est attesté sous les formes Buxerie (XIVe siècle) ; Busseres, Bussières (1401) ; Buxières (1402) ; Buxières-lez-Villiers-le-Sec (1519) ; Buxières-lez-Villiers-le-Secq (1573) ; Bussières-lès-Villiers-le-Secq (1643) ; Buxières-lès-Villiers (1769).

De l'oïl buissière, du latin buxus avec le suffixe, à sens collectif -aria, au pluriel, « lieu planté de buis ».
La préposition « lès » permet de signifier la proximité d'un lieu géographique par rapport à un autre lieu. En règle générale, il s'agit d'une localité qui tient à se situer par rapport à une ville voisine plus grande. La commune française de Buxières indique qu'elle se situe près de Villiers-le-Sec

## Politique et administration
| Période                                  | Période   | Identité        | Étiquette | Qualité |
| ---------------------------------------- | --------- | --------------- | --------- | ------- |
| mars 2001                                | mars 2008 | Michel Sarrey   |           |         |
| mars 2008                                | mars 2014 | Michel Garnier  |           |         |
| mars 2014                                | En cours  | Patrick Tilland |           |         |
| Les données manquantes sont à compléter. |           |                 |           |         |

## Population et société

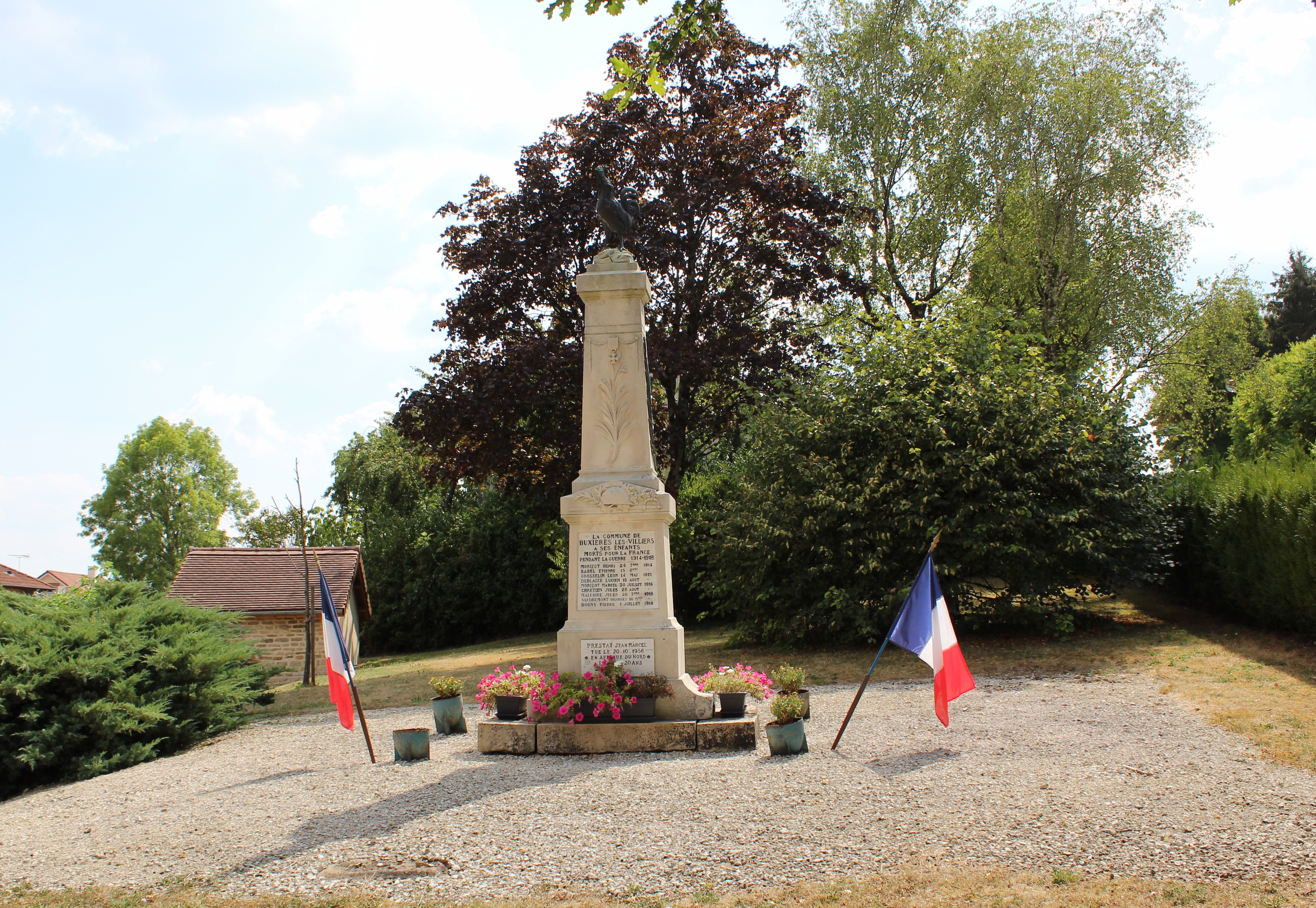
Le monument aux morts..

### Démographie

#### Évolution démographique
L'évolution du nombre d'habitants est connue à travers les recensements de la population effectués dans la commune depuis 1793. Pour les communes de moins de 10 000 habitants, une enquête de recensement portant sur toute la population est réalisée tous les cinq ans, les populations de référence des années intermédiaires étant quant à elles estimées par interpolation ou extrapolation. Pour la commune, le premier recensement exhaustif entrant dans le cadre du nouveau dispositif a été réalisé en 2007.

En 2022, la commune comptait 219 habitants, en évolution de +15,26 % par rapport à 2016 (Haute-Marne : −4,62 %, France hors Mayotte : +2,11 %).
| 1793 | 1800 | 1806 | 1821 | 1831 | 1836 | 1841 | 1846 | 1851 |
| ---- | ---- | ---- | ---- | ---- | ---- | ---- | ---- | ---- |
| 154  | 172  | 163  | 148  | 148  | 165  | 161  | 173  | 170  |

| 1856 | 1861 | 1866 | 1872 | 1876 | 1881 | 1886 | 1891 | 1896 |
| ---- | ---- | ---- | ---- | ---- | ---- | ---- | ---- | ---- |
| 142  | 140  | 132  | 132  | 124  | 118  | 119  | 113  | 102  |

| 1901 | 1906 | 1911 | 1921 | 1926 | 1931 | 1936 | 1946 | 1954 |
| ---- | ---- | ---- | ---- | ---- | ---- | ---- | ---- | ---- |
| 89   | 86   | 82   | 92   | 79   | 77   | 81   | 62   | 83   |

| 1962 | 1968 | 1975 | 1982 | 1990 | 1999 | 2006 | 2007 | 2012 |
| ---- | ---- | ---- | ---- | ---- | ---- | ---- | ---- | ---- |
| 66   | 100  | 108  | 127  | 162  | 196  | 226  | 228  | 207  |

| 2017 | 2022 | - | - | - | - | - | - | - |
| ---- | ---- | - | - | - | - | - | - | - |
| 195  | 219  | - | - | - | - | - | - | - |

## Culture locale et patrimoine

### Lieux et monuments
- Le vieux chêne

Le vieux chêne qui s'élevait à Buxières-lès-Villiers depuis 4 siècles fut victime d'une tempête en 1985. Les habitants ont replanté un nouveau chêne au même endroit et inclus une rondelle du vieux chêne sous le porche de l'église.

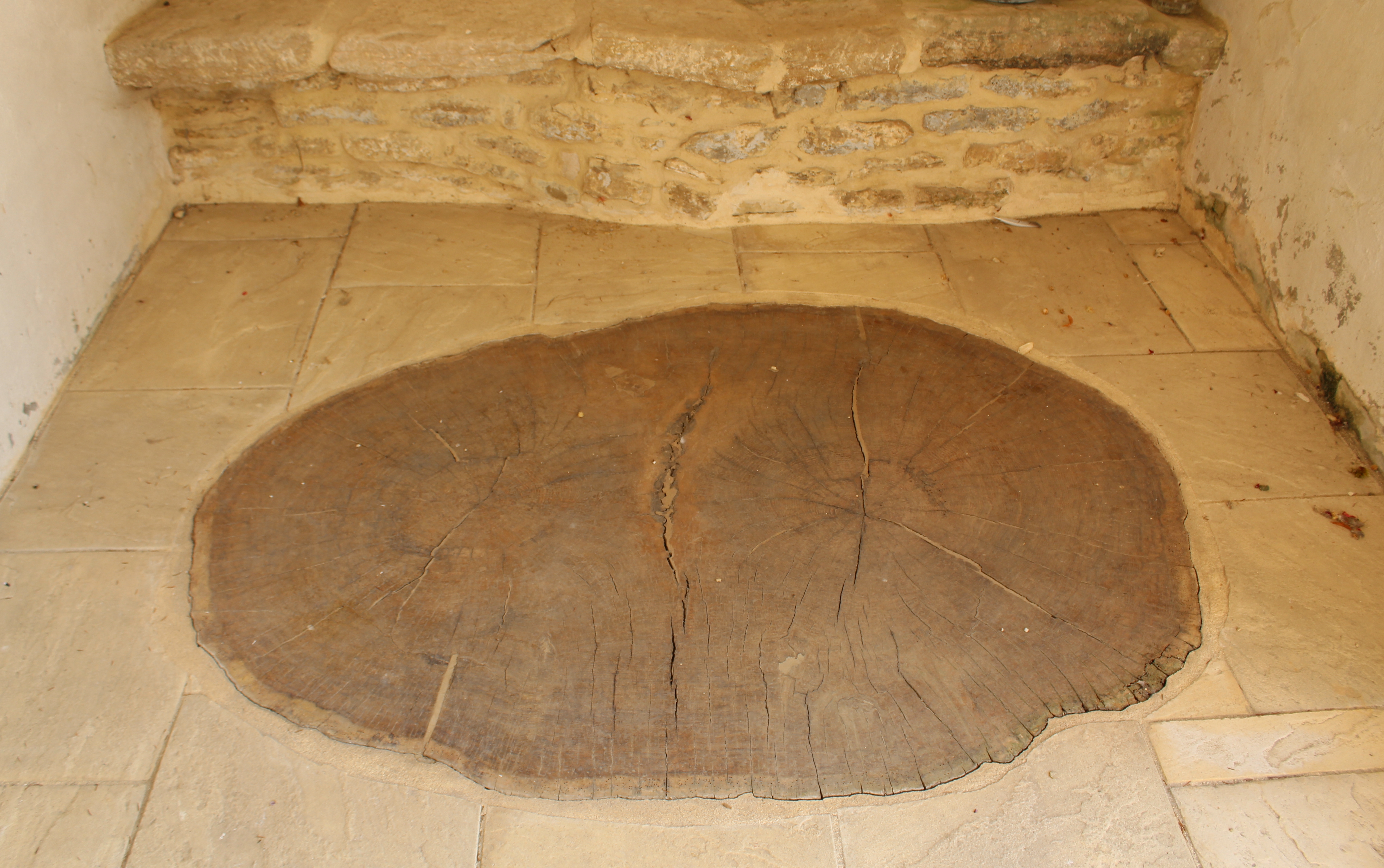
Rondelle du vieux chêne.
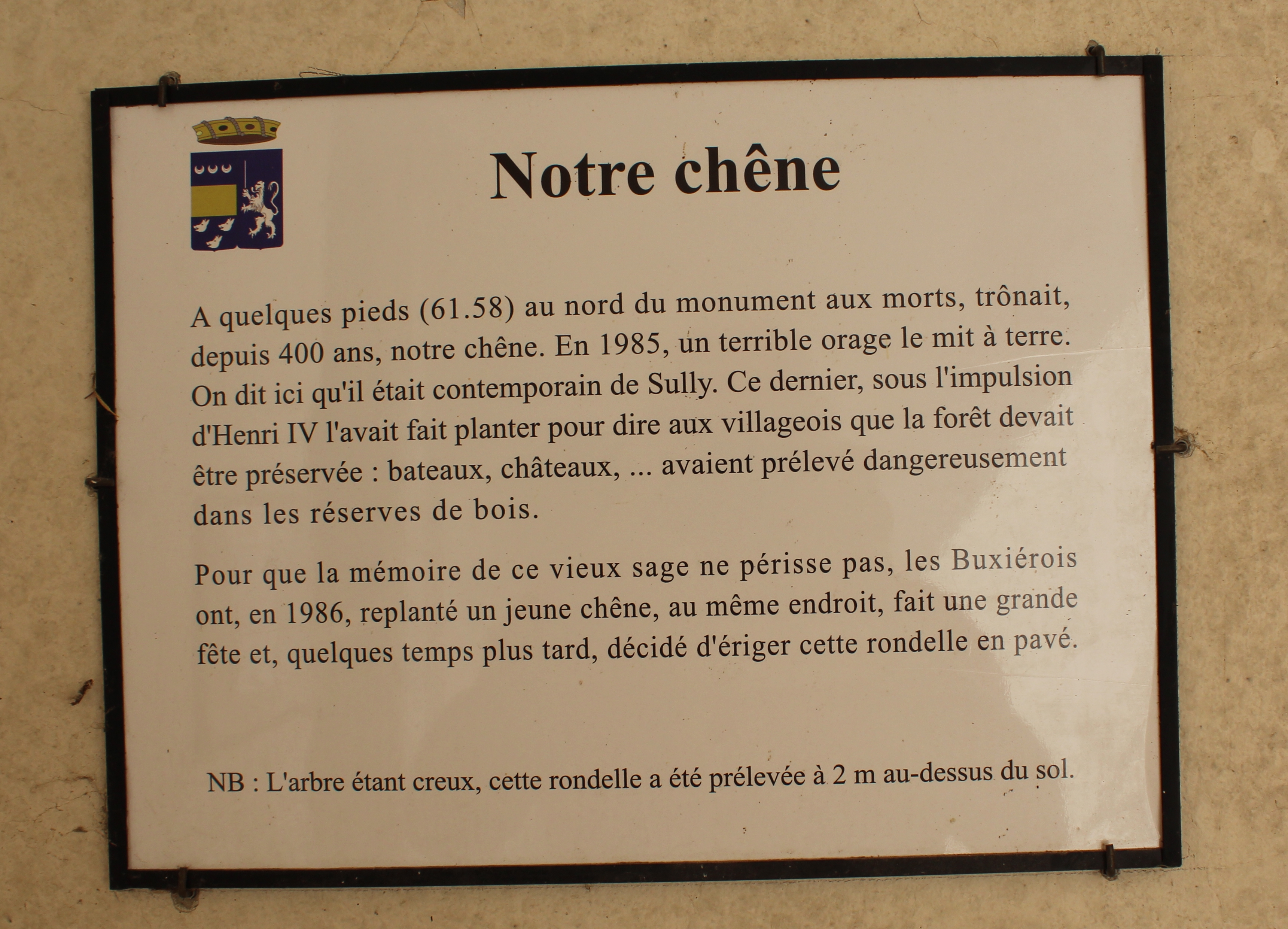
Panonceau d'informations touristique.

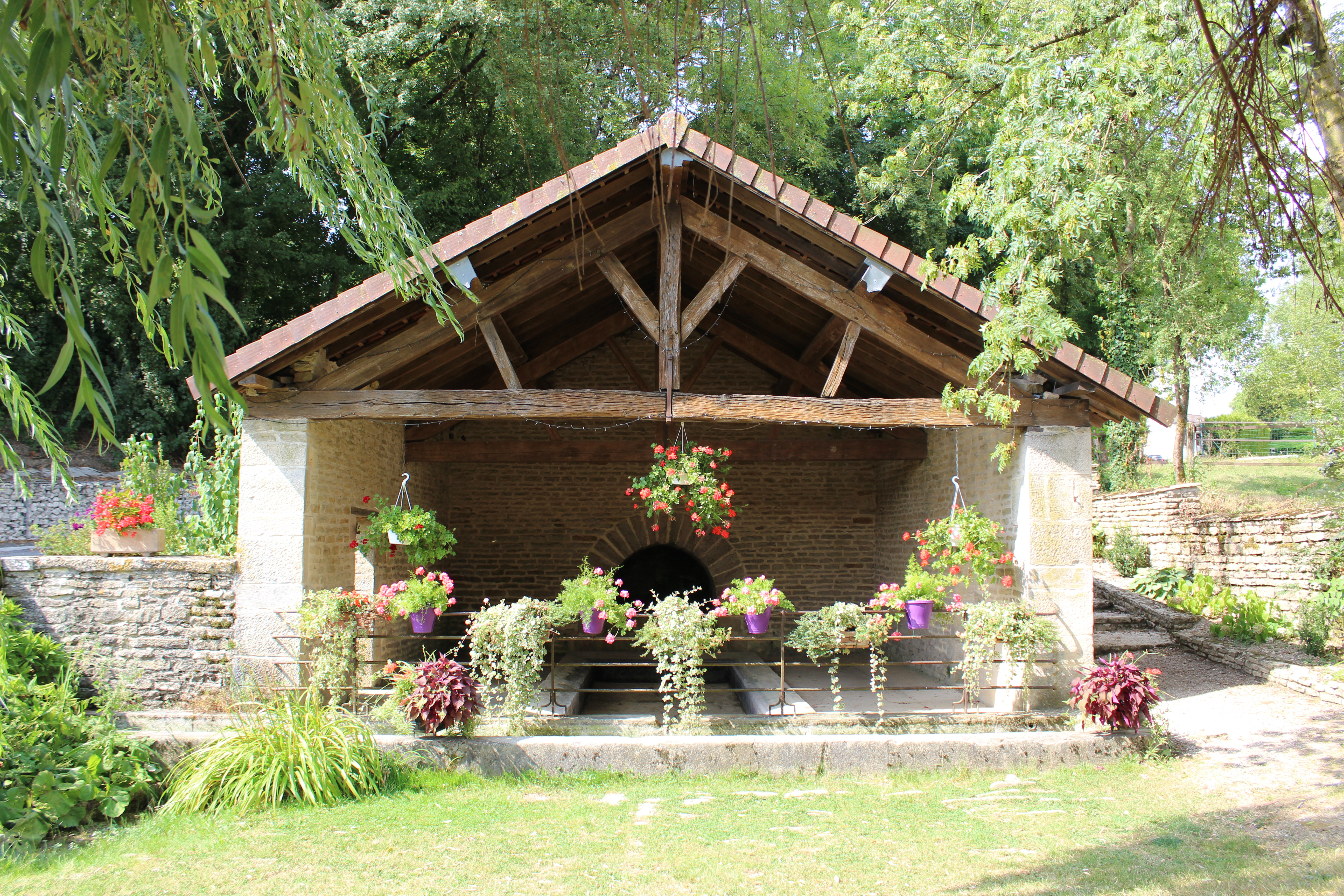
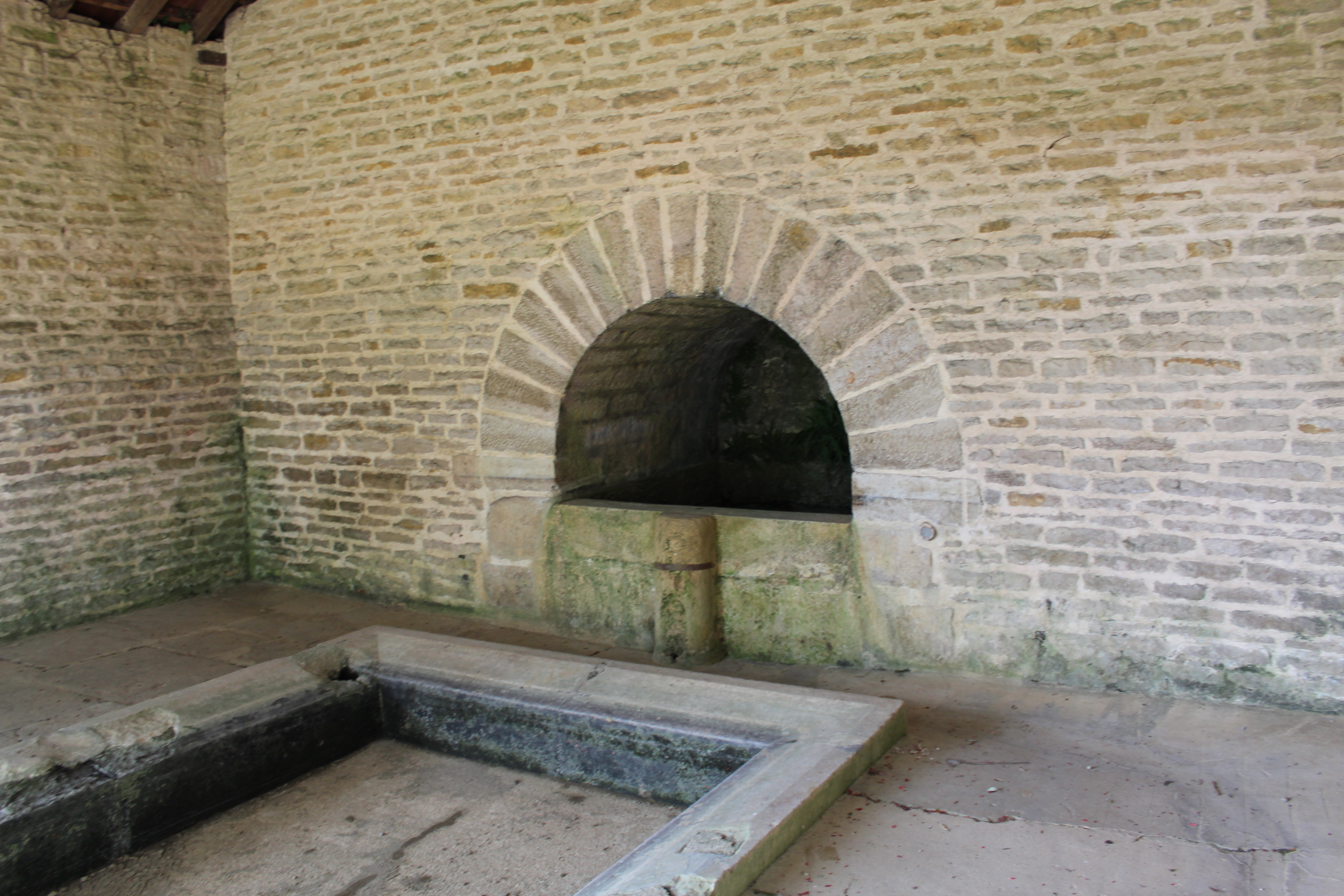
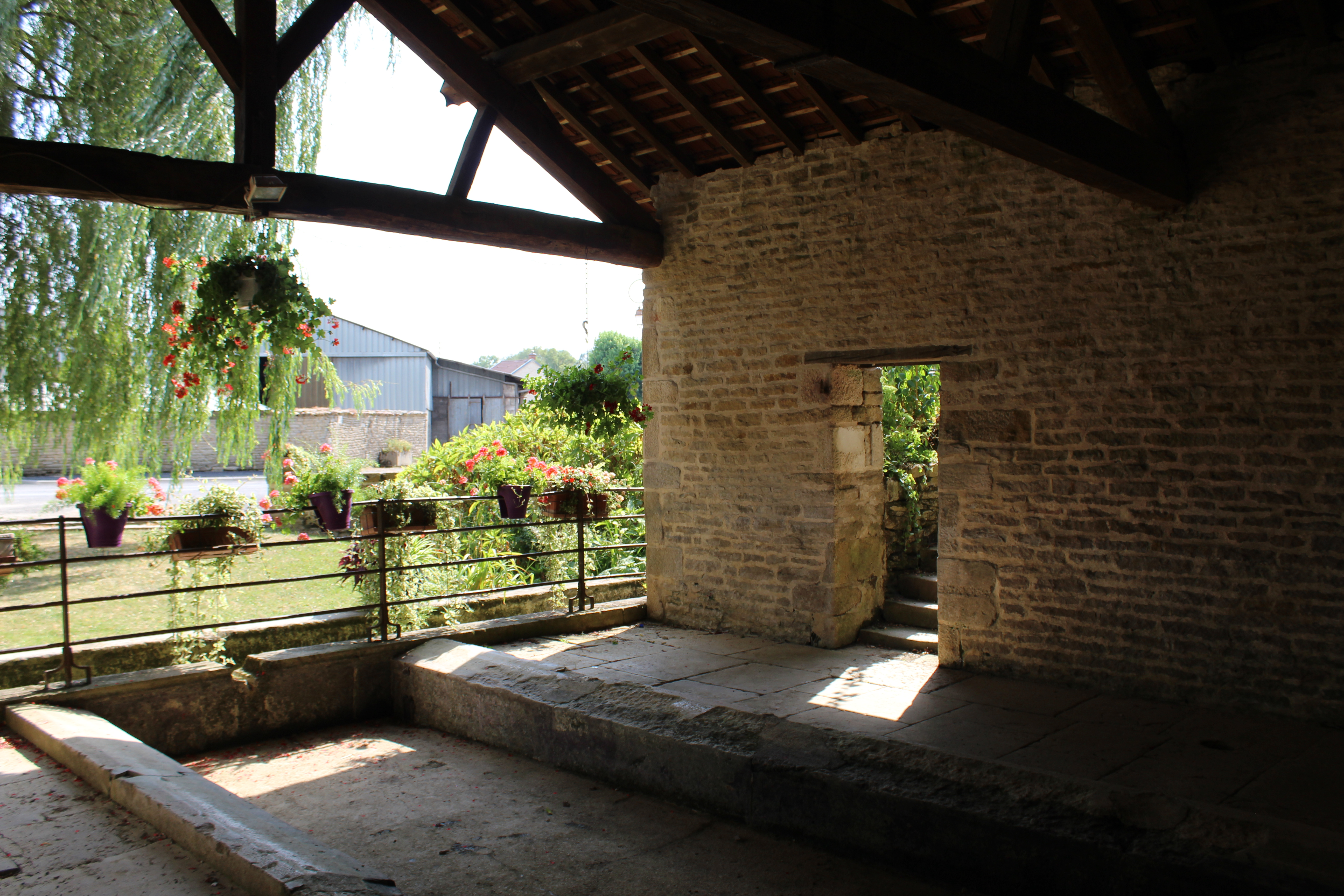
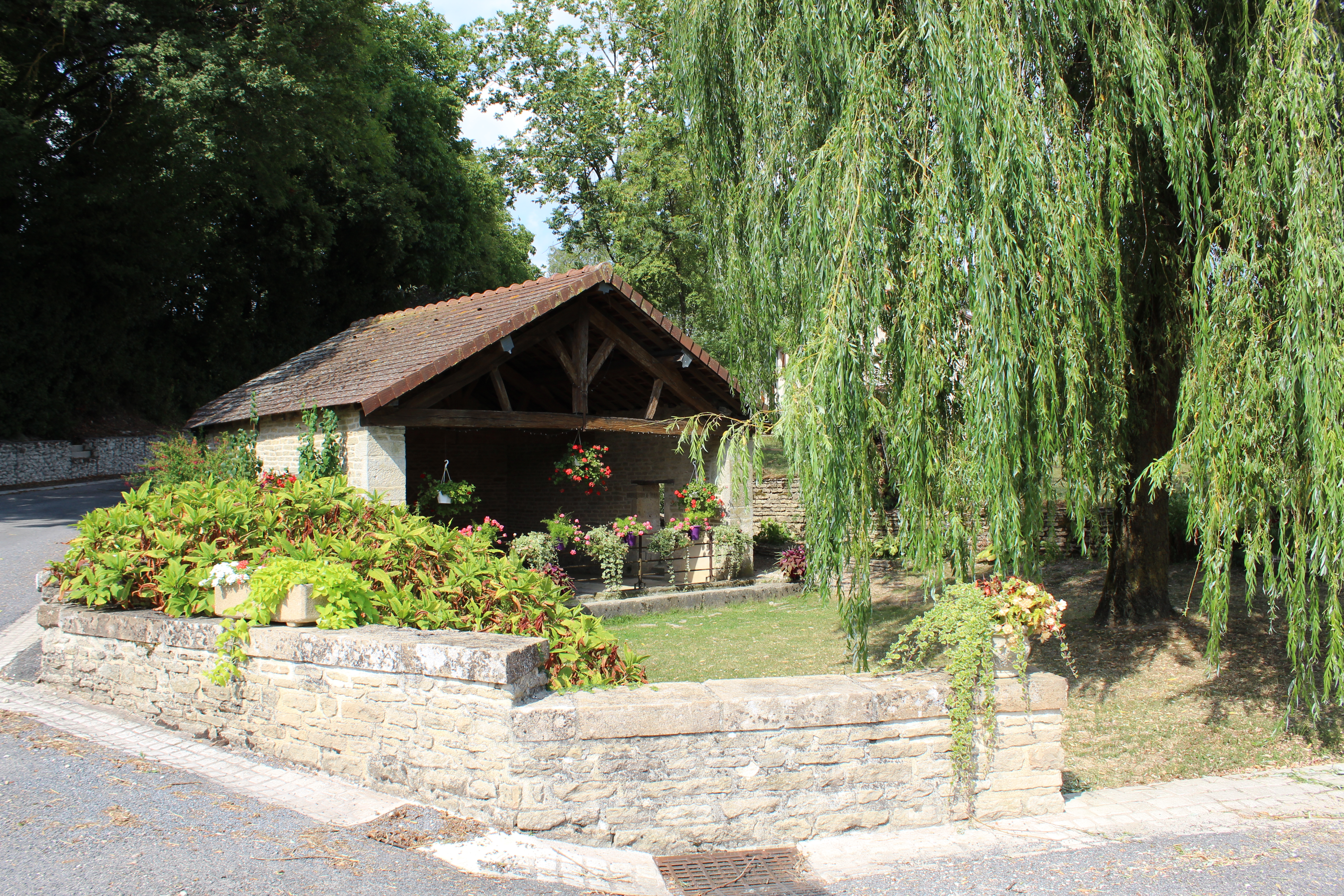

- Le lavoir

- Léglise Sainte-Bénigne

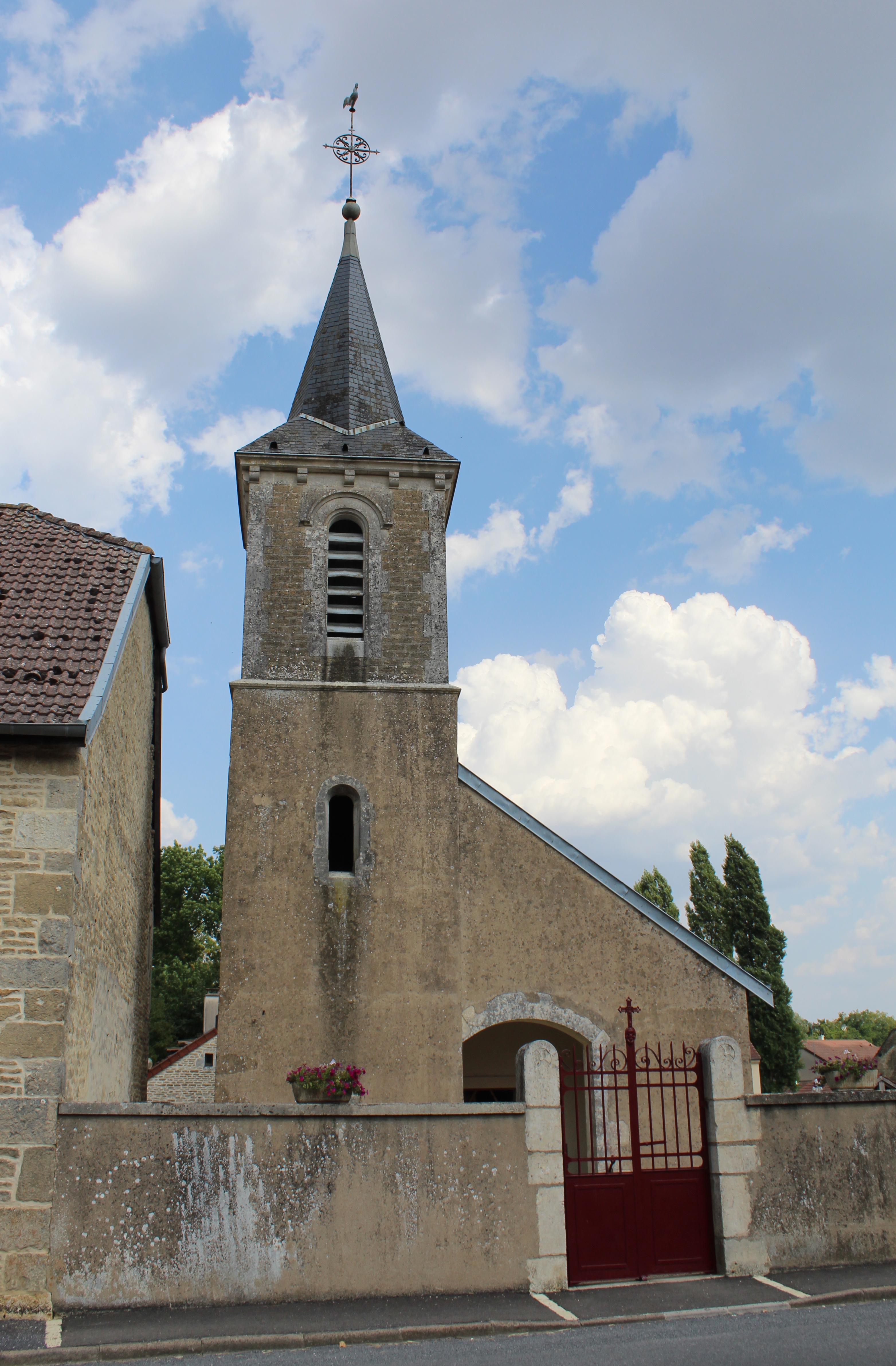
L'église.
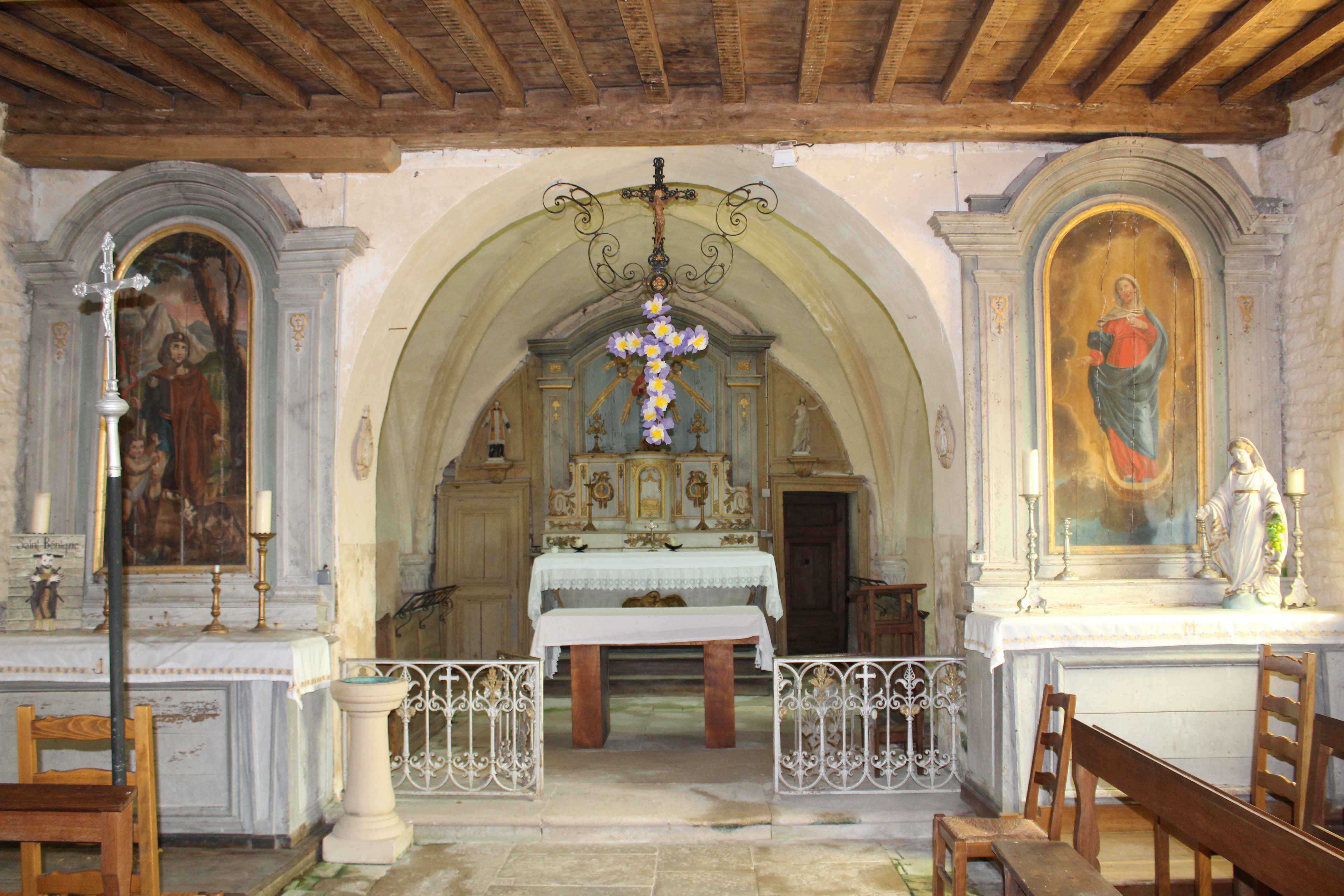
Intérieur de l'église.
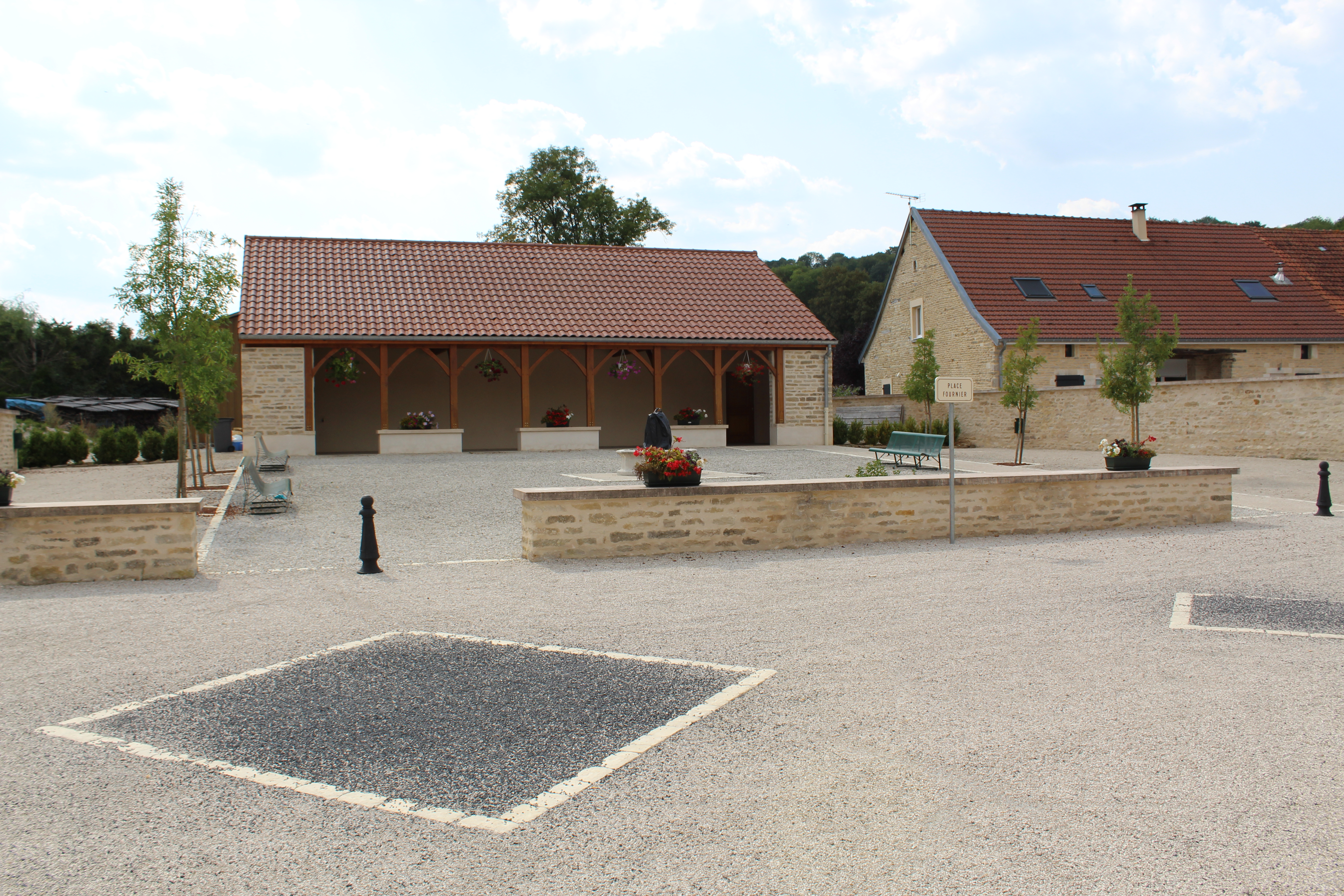
La place.

### Héraldique
| Blason de Buxières-lès-Villiers | Blason  | Deux écus accolés : 1. D'azur à la fasce d'or accompagnée de trois croissants d'argent rangés en chef et de trois hures de sanglier du même en pointe. 2. D'azur à un lion d'argent tenant une épée du même. |
| Blason de Buxières-lès-Villiers | Détails | Il s'agit des armoiries d'alliance du baron Laurent Duval de Fraville (1791-1871) et de sa femme Gertrude Graillet de Beine, avec des couleurs différentes pour les armes de cette dernière (le lion et la garniture de l'épée sont d'or au lieu d'argent dans celles des Graillet de Beine), retrouvées en 1989 sous la forme d'un poinçon sur des burettes dans la sacristie de la commune. Le statut officiel du blason reste à déterminer. |